# Kharela
Kharela es un pueblo y nagar Panchayat situado en el distrito de Mahoba en el estado de Uttar Pradesh (India). Su población es de 13745 habitantes (2011). 

## Demografía
Según el censo de 2011 la población de Kharela era de 13745 habitantes, de los cuales 7382 eran hombres y 6363 eran mujeres. Kharela tiene una tasa media de alfabetización del 69,86%, superior a la media estatal del 67,68%: la alfabetización masculina es del 79%, y la alfabetización femenina del 59,21%.